# Amedia
«Амедіа» — одна з найбільших кінокомпаній в Росії, яка виробляє телесеріали, телефільми та телепрограми.

## Продукція

### Документальні драми
- 2009 — Берія. Програш (Перший канал)
- 2009 — В одному кроці від Третьої Світової (Перший канал)
- 2009 — Земля обітована від Йосипа Сталіна (Перший канал)
- 2010 — Тухачевський. Змова маршала (Перший канал)
- 2010 — Обізнане джерело в Москві (Перший канал)
- 2011 — І примкнув до них Шепілов (Перший канал)

### Телефільми
- 2008 — Добра подружка для всіх (Росія)
- 2008 — Новорічна засідка (Росія)
- 2008 — Щастя моє (Росія)
- 2008 — Ванька Грозний (Росія)
- 2008 — Час радості (Росія)
- 2011 — Домробітниця (Росія-1)
- 2012 — Волошки для Василини (Росія-1)
- 2013 — Міцний шлюб (Росія-1)
- 2017 — Куркуль (НТВ)
- 2017 — Довжок (НТВ)

### Анімація
- 2007 — UmaNetto — мультипародія
- 2009 — Наша Маша і чарівний горіх — повнометражний 3D-фільм

### Програми та документальні фільми для телебачення
- 2005 — У суботу ввечері (СТС)
- 2007—2009 — Вечір з Тиграном Кеосаяном (РЕН ТВ)
- 2010 — Гени і злодійство (П'ятий канал)
- 2010 — Солдати. І офіцери[1] (РЕН ТВ)
- 2011 — Екстрасенси проти вчених (ТБ-3)
- 2011 — Правила злому (Перший канал)
- 2012 — Шалені гроші (Перший канал)